# Lexus HS
O Lexus HS é um modelo de automóvel híbrido-elétrico fabricada pela japonesa Lexus, que utiliza transmissão continuamente variável (Câmbio CVT).

## Desenvolvimento
O modelo foi apresentado no Salão Internacional do Automóvel da América do Norte em janeiro de 2009. Foi colocado à venda em julho de 2009 no Japão, seguido pelos Estados Unidos em agosto de 2009 como modelo ano 2010. O HS250h é o primeiro veículo híbrido lançado na linha Lexus, bem como o primeiro veículo com motor de 4 cilindros em linha a gasolina. Com um comprimento total de 4.690 metros, o Lexus HS é ligeiramente maior do que o Lexus IS em termos de tamanho, mas é ainda menor do que o Lexus ES. O CT 200h, outro híbrido da Lexus que foi lançado em 2011, apresentou melhor autonomia de combustível que o Lexus HS.

## Desempenho

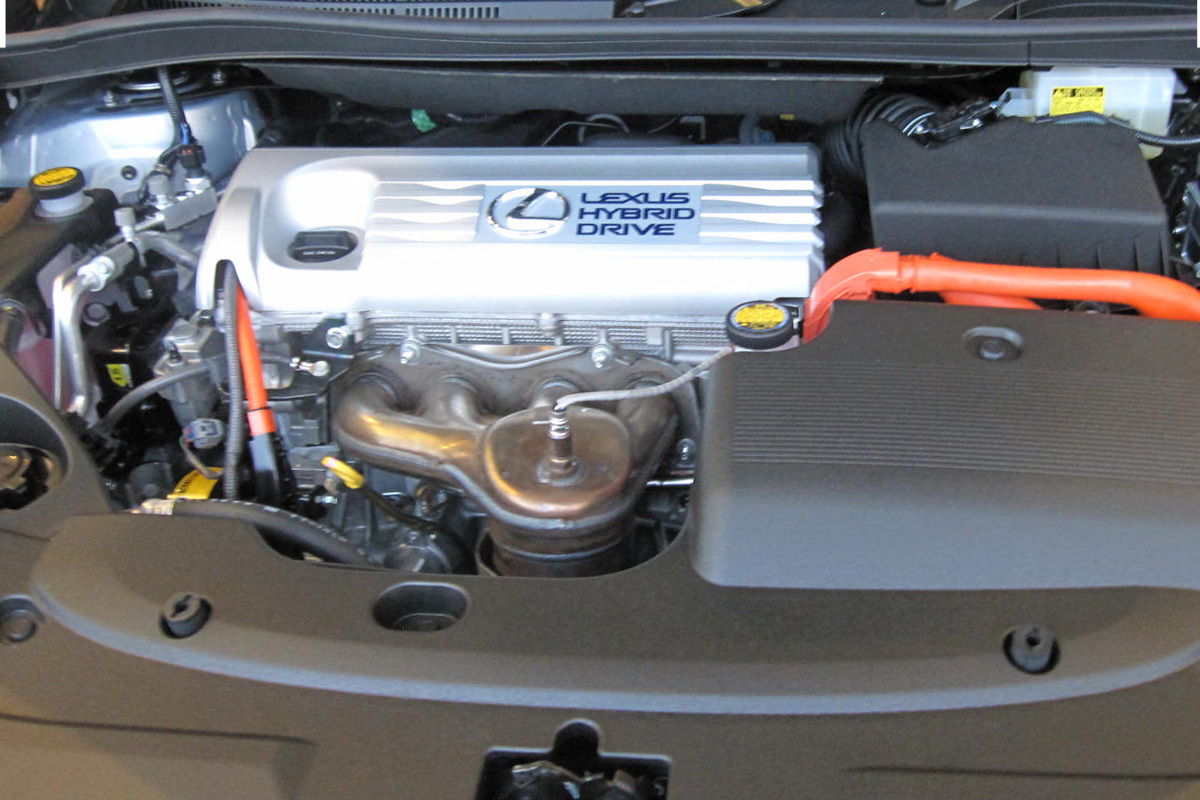
Motor do Lexus HS.

O motor do HS é um 2.4L 4 cilindros em linha a gasolina. O 2AZ-FXE produz 147 cv de potência e 142 N/m de torque a 4.000 rpm. O motor a gasolina é auxiliado a um elétrico, que juntos, entregam 187 cv. A autonomia do Lexus HS é estimada em 6,7 L/100 km na cidade e 6,9L/100 km na estrada. O tempo de 0–100 km/h é de 8,4 segundos, e a velocidade máxima é de 180 km/h.